# Ortodossia luterana
L'ortodossia luterana fu un'era nella storia del luteranesimo, iniziata nel 1580 con la pubblicazione del Libro della Concordia e terminata con l'Illuminismo. L'ortodossia luterana fu parallela a epoche analoghe nel calvinismo e nel cattolicesimo romano tridentino dopo la Controriforma.
La scolastica luterana fu un metodo teologico che si sviluppò gradualmente durante l'era dell'ortodossia luterana. I teologi usarono nei loro scritti e conferenze la forma di presentazione neo-aristotelica, già popolare nel mondo accademico.

## Storia
Martin Lutero morì nel 1546 e Filippo Melantone nel 1560. Dopo la morte di Lutero venne il periodo della guerra di Smalcalda e delle controversie tra cripto-calvinisti, filippisti, sacramentari, ubiquitari e gnesio-luterani.

### Prima ortodossia
Il Libro della Concordia diede unità interiore al luteranesimo, che ebbe molte controversie, principalmente tra gnesio-luterani e filippisti, nella pressione esterna dei cattolici romani e nella presunta influenza "cripto-calvinistica". La teologia luterana divenne più stabile nelle sue definizioni teoriche.

### Alta ortodossia: 1600–1685
La scolastica luterana si sviluppò gradualmente, soprattutto ai fini della disputa con i gesuiti, e fu infine fondata da Johann Gerhard (1582-1637) e da Abraham Calovius (1612-1686), e rappresentò. il culmine del paradigma scolastico nel luteranesimo ortodosso. Altri teologi luterani ortodossi includono (ad esempio) Martin Chemnitz, Aegidius Hunnius, Leonhard Hutter (1563-1616), Nicolaus Hunnius, Jesper Rasmussen Brochmand, Salomo Glassius, Johann Hülsemann, Johann Conrad Dannhauer, Valerius Herberger, Johannes Andreas Quenstedt, Johann Friedrich König e Johann Wilhelm Baier .
L'eredità teologica di Filippo Melantone sorse nuovamente nella scuola di Helmstedt e soprattutto nella teologia di Georgius Calixtus (1586-1656), che provocò la polemica sincretistica del 1640-1686. Un'altra questione teologica fu la controversia cripto-chenotica del 1619–1627.

### Tarda ortodossia: 1685–1730
La tarda ortodossia fu lacerata dalle influenze del razionalismo e del pietismo. L'ortodossia produsse numerosi postil (esposizioni omiletiche), che erano importanti letture devozionali. Durante questo periodo di forte influenza del pietismo e della neologia, la spiritualità luterana ortodossa si conservò insieme agli inni. Johann Gerhard , Heinrich Müller e Christian Scriver scrissero altre opere di letteratura devozionale. David Hollatz fu l'ultimo teologo luterano ortodosso di spicco prima dell'Illuminismo e della neologia. Un teologo ortodosso successivo, Valentin Ernst Löscher, partecipò a una polemica contro il pietismo. La tradizione mistica medievale continuò nelle opere di Martin Moller, Johann Arndt e Joachim Lütkemann. Il pietismo divenne un rivale dell'ortodossia ma adottò alcune pubblicazioni devozionali ortodosse, come quelle di Arndt, Scriver e Stephan Prätorius, che furono spesso unite in seguito con la letteratura pietistica.
David Hollatz combinava elementi mistici e scolastici.

### Contenuto
Gli scolastici di orientamento dogmatico seguivano l'ordine storico degli atti salvifici di Dio. Prima fu insegnata la Creazione, poi la Caduta, seguita dalla Redenzione e infine dalle Ultime Cose. Questo ordine, in quanto parte indipendente della tradizione luterana, non derivava da alcun metodo filosofico. Fu seguito non solo da coloro che utilizzano il metodo dei loci, ma anche da quelli che utilizzano l'analitico. L’ordine dei luoghi era il seguente:
1. Sacre Scritture
2. Trinità (compresa la cristologia e la dottrina dello Spirito Santo)
3. Creazione
4. Provvidenza
5. Predestinazione
6. Immagine di Dio
7. Caduta dell'uomo
8. Peccato
9. Libero arbitrio
10. Legge
11. Vangelo
12. Pentimento
13. Fede e giustificazione
14. Buone opere
15. Sacramenti
16. Chiesa
17. Tre eredità
18. Ultime cose

## Scolastica luterana
L'alta scolastica nel cristianesimo occidentale mirava a un trattamento esauriente della teologia, integrando la Rivelazione con le deduzioni della ragione. Aristotele fornì le regole dell’incedere della Scolastica luterana, e dopo un po' divenne si affermò sia come autorità delle fonti che del processo teologico.

### Rifiuto iniziale
Il luteranesimo nasce come una vigorosa protesta contro la Scolastica, a cominciare da Martin Lutero. Quando divenne monaco, Lutero cercò rassicurazioni sulla vita e fu attratto dalla teologia e dalla filosofia, esprimendo particolare interesse per Aristotele e gli scolastici Guglielmo di Ockham e Gabriel Biel. Fu profondamente influenzato da Bartholomaeus Arnoldi von Usingen e Jodocus Trutfetter, che gli insegnarono a diffidare anche dei più grandi pensatori e a testare tutto in prima persona. Secondo Lutero, la filosofia offrì garanzie sull'uso della ragione, ma si rivelò del tutto insoddisfacente nell'offerta di validi motivi per amare Dio. 
La ragione risultò incapace di condurre gli uomini a Dio e Lutero sviluppò un rapporto di amore-odio con Aristotele per l'enfasi posta da quest'ultimo sulle abilità razionali. Per Lutero, la ragione potrebbe essere usata per interrogare gli uomini e le istituzioni, ma non Dio. Gli esseri umani potevano conoscere Dio solo attraverso la rivelazione divina mediante la quale Lutero credette e si persuase dell'importanza della Sacra Scrittura.
In particolare, Lutero scrisse le tesi 43 e 44 per il suo allievo Franz Günther, che difese pubblicamente nel 1517 come parte del conseguimento del suo diploma di Baccalaureus biblicus:
(Baccalaureus Biblicus,)
Martin Lutero riteneva che "non fosse affatto conforme al Nuovo Testamento scrivere libri sulla dottrina cristiana". Osservò che prima di scrivere libri, gli apostoli "predicavano e convertivano le persone con la voce fisica, che era anche la loro vera opera apostolica e del Nuovo Testamento".
Per Lutero era necessario scrivere libri per contrastare tutti i falsi maestri e gli errori dei giorni nostri. Questa attività aveva un prezzo: "Ma da quando diventò necessario scrivere libri, vi fu una grande perdita e vi fu incertezza su cosa si intendeva". Martin Lutero insegnò la predicazione e tenne conferenze sui libri della Bibbia in modo esegetico. Per Lutero, San Paolo fu il più grande di tutti teologi sistematici e la sua Lettera ai Romani fu il più grande testo di dogmatica di tutti i tempi.

### Metodo dei Loci

#### Inizio del metodo dei loci
Al contrario di Lutero, Filippo Melantone ebbe una minima attività di lettorato sulla Lettera ai romani, prima di formulare le definizioni dei termini teologici comuni in tale epistola.

#### Fioritura del metodo dei loci
Martin Chemnitz, Mathias Haffenreffer e Leonhard Hutter estesero i ’’Loci Communes’’ di Melantone. Con Chemnitz, invece, prevalse un metodo biblico. Su suggerimento di Melantone intraprese un corso di autoapprendimento. Cominciò a studiare attentamente la Bibbia nelle sue lingue originali e a rispondere anche a domande che in precedenza lo avevano lasciato perplesso. Quando si sentì pronto per andare avanti, rivolse la sua attenzione alla lettura dei primi teologi della chiesa lentamente e con attenzione. Poi si focalizzò sulle questioni teologiche dell’epoca e ancora una volta lesse scrupolosamente prendendo appunti copiosi.  La sua tendenza fu quella di sostenere costantemente le proprie argomentazioni con l’odierna teologia biblica. Intuì che la rivelazione biblica era progressiva, costruita in modo incrementale a partire da un libro a quello successivo, e prestò attenzione al contesto storico-letterario dei contenuti.

### Metodo analitico
In senso proprio, la scolastica luterana iniziò nel XVII secolo, quando la facoltà teologica di Wittenberg adottò il metodo scolastico per respingere gli attacchi dei teologi gesuiti appartenenti al secondo periodo scolastico del cattolicesimo romano.

#### Origine del metodo analitico
La scuola filosofica del neoaristotelismo iniziò tra i cattolici romani, in particolare nelle università di Padova e Coimbra. Tuttavia, si diffuse in Germania alla fine del XVI secolo, risultando in un sistema metafisico distinto, protestante e associato all'Umanesimo. Questo sistema scolastico della metafisica riteneva che i concetti astratti potessero spiegare il mondo in termini chiari e distinti. Ciò influenzò la fisionomia del metodo scientifico.
Jacopo Zabarella, filosofo naturale padovano, insegnava che si può iniziare con un obiettivo in mente e poi spiegare i modi per raggiungerlo. Sebbene questo fosse un concetto scientifico che i luterani non ritenevano che la teologia dovesse seguire, all'inizio del XVII secolo il teologo luterano Balthasar Mentzer tentò di spiegare la teologia allo stesso modo. Partendo da Dio come meta, spiegò la dottrina dell'uomo, la natura della teologia e il modo in cui l'uomo può raggiungere la felicità eterna con Dio. Questa forma di presentazione, chiamata metodo analitico, sostituì il metodo dei loci usato da Melantone nei suoi Loci Communes. Questo metodo rendeva più uniforme la presentazione della teologia, poiché ogni teologo poteva presentare l'insegnamento cristiano come il messaggio di salvezza e la via per raggiungerla.

#### Fioritura dei metodi analitici e sintetici
Dopo l’opera di Johann Gerhard, i luterani persero la percezione dell’antagonismo fra filosofia e teologia. I dogmatici luterani usarono invece argomenti strutturati secondo il sillogismo e termini filosofici comuni del neoaristotelismo dell'epoca per operare sottili distinzioni e accrescere la precisione del loro metodo teologico. I teologi scolastici luterani si impegnarono in un duplice compito. In primo luogo, raccolsero i testi, li sistematizzarono, li supportarono con argomenti e fornirono confutazioni basate sui teologi precedenti. In secondo luogo, chiusero il ciclo tornando dagli scolastici antecedenti alla Riforma per raccogliere materiale aggiuntivo che presumevano compatibile con la Riforma stessa. Malgrado la critica mossa ai teologi antecedenti la Riforma, i teologi scolastici luterani ebbero comunque un’influenza importante. Principalmente, questa pratica servì a separare la loro teologia dall'interazione diretta con la Scrittura. Tuttavia, la loro teologia era derivata dalla Sacra Scrittura come da un'autorità che non necessitava di una convalida esterna. Il metodo scolastico doveva servire allo scopo della loro teologia.
Alcuni dogmatici preferirono usare il metodo sintetico,  mentre altri usavano il metodo analitico, ma tutti permettevano alla Scrittura di determinare la forma e il contenuto delle loro affermazioni.

#### Abuso dei metodi
Alcuni teologi scolastici luterani, come Johann Gerhard, usarono la teologia esegetica insieme alla scolastica luterana. Anche l’esegesi di Calov è dominata dall'uso del metodo analitico.
La teologia scolastica luterana raggiunse il suo apice con Johann Friedrich König e il suo allievo Johannes Andreas Quenstedt. Lo studioso luterano del XX secolo Robert Preus era dell'opinione che König avesse esagerato con il metodo scolastico sovraccaricando con distinzioni aristoteliche il suo piccolo libro intitolato Theologia Positiva Acroamatica. Egli notò che il metodo scolastico era intrinsecamente carico di insidie. In particolare, i dogmatici a volte stabilivano relazioni di causa ed effetto in assenza di legami adeguati. Quando i dogmatici costrinsero i misteri della fede all'interno di stringenti rapporti di causa ed effetto, vennero a crearsi "gravi incongruenze". Inoltre, a volte si traevano conclusioni non necessarie o infondate dagli scritti dei loro oppositori, che non solo erano improduttive, ma danneggiavano anche la loro stessa causa anziché quella dei loro rivali. I dogmatici ortodossi successivi tesero ad avere un numero enorme di distinzioni artificiose.

#### Pregi dei metodi
D'altra parte, il metodo scolastico luterano, sebbene spesso noioso e complicato, riuscì in gran parte a evitare la vaghezza e la fallacia dell'equivoco. Di conseguenza, i loro scritti risultavano comprensibili e favorevoli a travisamenti solo da parte dei loro oppositori. L'uso della filosofia scolastica consolidò la rigorizzazione dell'ortodossia luterana. Le questioni teologiche potevano essere risolte con nettezza, persino con un metodo scientifico. Inoltro, la filosofia migliorò il metodo per tramandare la tradizione teologica luterana ortodossa. Giova ricordare che fu solo dopo la fine dei metodi filosofici neo-aristotelici che il luteranesimo ortodosso venne criticato come un formalismo austero e non cristiano.

#### Distinzione tra teologia scolastica e metodo
Con il termine “scolastica” si indica sia la teologia scolastica sorta nella Chiesa prima della Riforma sia la metodologia connessa. Mentre i luterani rifiutano la teologia degli scolastici, alcuni accettano il loro metodo. Henry Eyster Jacobs scrisse del metodo scolastico:
(Jacobs, Henry Eyster. ‘’Scholasticism in the Luth. Church’’)

## Culto e spiritualità
Le congregazioni mantennero tutti i rituali della Messa durante il loro normale culto, come suggerito da Lutero. Nel suo ‘’Hauptgottesdienst’’ (principale servizio di culto), la Santa Comunione veniva celebrata ogni domenica e festa. Le parti tradizionali del servizio furono mantenute e, talvolta, si usava anche l'incenso. I servizi liturgici erano svolti in lingua volgare, ma in Germania il latino era presente anche nell'ordinario e nel proprio. Questo fatto aiutava gli studenti a mantenere la loro familiarità con la lingua latina. Ancora al tempo di Johann Sebastian Bach, nelle chiese di Lipsia si ascoltavano in latino i mottetti polifonici, il Gloria, la colletta e il Credo.
Quest’epoca è considerata l’età dell’oro dell’innodia luterana. Alcuni scrittori di inni includono Philipp Nicolai, Johann Heermann, Johann von Rist e Benjamin Schmolck in Germania, Haquin Spegel in Svezia, Thomas Hansen Kingo in Danimarca, Petter Dass in Norvegia, Hallgrímur Pétursson in Islanda e Hemminki Maskulainen in Finlandia. Paul Gerhardt fu il più famoso scrittore di inni luterano ortodosso. Importanti musicisti e compositori di chiesa includono: Michael Praetorius, Melchior Vulpius, Johann Hermann Schein, Heinrich Schütz, Johann Cruger, Dieterich Buxtehude e Bach. In generale, il XVII secolo fu un periodo più difficile dell’età della Riforma, in parte a causa della Guerra dei Trent'anni. La Finlandia subì una grave carestia nel 1696-1697 come parte di quella che oggi viene chiamata la piccola era glaciale durante la quale morì quasi un terzo della popolazione. Negli inni e negli scritti devozionali può essere spesso ravvisata la lotta per la sopravvivenza che la caratterizzò.

## Valutazione
L'era dell'ortodossia luterana non è ben nota, ed è stata molto spesso vista solo sotto la lente della teologia liberale e del pietismo, e quindi sottovalutata. L'ampio divario con il razionalismo ha talvolta limitato i successivi tentativi teologici neoluterani e confessionali luterani di comprendere e ripristinare l'ortodossia luterana.
In tempi più recenti, l’ortodossia luterana è ritornata al centro delle ricerche di numerosi storici sociali e storici della teologia. Questi studiosi hanno ampliato la comprensione dell'ortodossia luterana per includere argomenti come la predicazione e la catechesi, la letteratura devozionale, la pietà popolare, i rituali religiosi, la musica e l'innodia, le questioni degli storici della cultura e di quelli politici.
Si può asserire che i teologi più significativi dell'Ortodossia siano Martin Chemnitz e Johann Gerhard. L'ortodossia luterana ebbe riflessi anche nelle figure di sovrani quali Ernesto I di Sassonia-Gotha-Altenburg e Gustavo Adolfo di Svezia.